# Джонсборо (Арканзас)
Джонсборо (англ. Jonesboro) — місто (англ. city) в США, один з двох адміністративних центрів округу Крейггед штату Арканзас. Населення — 78 576 осіб (2020).

## Опис
Джонсборо розташоване в центральній частині округу Крейггед. Загальна площа міста становить 207,2 км², з них близько 0,5 % становлять відкриті водні простори. Місто отримало своє ім'я на честь сенатора від штату Арканзас Вільяма Джонса. 2012 року Джонсборо посіло 9 місце в списку журналу «Kiplinger's Personal Finance» «10 найкращих міст для халявщиків».

## Географія
Джонсборо розташоване за координатами 35°49′11″ пн. ш. 90°40′45″ зх. д. / 35.81972° пн. ш. 90.67917° зх. д. (35.819733, -90.679050).  За даними Бюро перепису населення США в 2010 році місто мало площу 208,35 км², з яких 206,86 км² — суходіл та 1,49 км² — водойми.

### Клімат
| Клімат : Джонсборо    | Клімат : Джонсборо | Клімат : Джонсборо | Клімат : Джонсборо | Клімат : Джонсборо | Клімат : Джонсборо | Клімат : Джонсборо | Клімат : Джонсборо | Клімат : Джонсборо | Клімат : Джонсборо | Клімат : Джонсборо | Клімат : Джонсборо | Клімат : Джонсборо | Клімат : Джонсборо |
| Показник              | Січ.               | Лют.               | Бер.               | Квіт.              | Трав.              | Черв.              | Лип.               | Серп.              | Вер.               | Жовт.              | Лист.              | Груд.              | Рік                |
| Середній максимум, °C | 7,8                | 10,6               | 16,1               | 21,7               | 26,7               | 31,1               | 33,3               | 32,2               | 28,3               | 22,8               | 15,6               | 9,4                | 21,3               |
| Середній мінімум, °C  | −3,3               | −1,1               | 3,3                | 8,9                | 13,9               | 18,9               | 21,1               | 20,0               | 15,6               | 8,9                | 3,3                | −1,7               | 9,0                |
| Норма опадів, мм      | 84                 | 91                 | 113                | 127                | 125                | 84                 | 69                 | 68                 | 79                 | 99                 | 128                | 108                | 1173               |
| --------------------- | ------------------ | ------------------ | ------------------ | ------------------ | ------------------ | ------------------ | ------------------ | ------------------ | ------------------ | ------------------ | ------------------ | ------------------ | ------------------ |
| Джерело:              |                    |                    |                    |                    |                    |                    |                    |                    |                    |                    |                    |                    |                    |

## Демографія
Згідно з переписом 2010 року, у місті мешкали 67 263 особи в 26 111 домогосподарстві у складі 16 637 родин. Густота населення становила 323 особи/км².  Було 28321 помешкання (136/км²).
Расовий склад населення:
| - 74,7 % — білих - 18,4 % — чорних або афроамериканців - 1,5 % — азіатів - 0,4 % — корінних американців - 3,0 % — осіб інших рас |

До двох чи більше рас належало 2,0 %. Іспаномовні складали 5,2 % від усіх жителів.
За віковим діапазоном населення розподілялося таким чином: 24,8 % — особи молодші 18 років, 63,4 % — особи у віці 18—64 років, 11,8 % — особи у віці 65 років та старші. Медіана віку мешканця становила 31,3 року. На 100 осіб жіночої статі у місті припадало 93,4 чоловіків;  на 100 жінок у віці від 18 років та старших — 89,5 чоловіків також старших 18 років.
Середній дохід на одне домашнє господарство  становив 59 580 доларів США (медіана — 41 688), а середній дохід на одну сім'ю — 72 602 долари (медіана — 51 812). Медіана доходів становила 37 828 доларів для чоловіків та 32 263 долари для жінок. За межею бідності перебувало 23,7 % осіб, у тому числі 35,0 % дітей у віці до 18 років та 6,8 % осіб у віці 65 років та старших.
Цивільне працевлаштоване населення становило 31 722 особи. Основні галузі зайнятості: освіта, охорона здоров'я та соціальна допомога — 29,9 %, роздрібна торгівля — 14,3 %, виробництво — 12,9 %.

## Історія
Перше постійне поселення на місці майбутнього міста з'явилося 1815 року. 1859 року був утворений округ Крейггед та Джонсборо, який став його адміністративним центром, отримавши статус міста, а 1883 року у Крейггеда з'явився другий центр — Лейк-Сіті (Lake City). Одним із символів державності в США є наявність будівлі суду — саме вони незвично часто горіли в Джонсборо: в 1869 році, в 1876 (магазин, який тимчасово використовували як суд), в 1878 (згоріла майже вся ділова частина міста). 1881 року через місто була прокладена перша залізнична гілка. 1900 року в місті запрацювали перша лікарня — Регіональний медичний центр Святого Бернарда — і перший супермаркет. 1904 року відкрилися перший коледж в місті і дві середні школи. 1909 року відкрив свої двері арканзаський коледж штату (нині — арканзаський університет штату). В 1911 і 1916 роках в місті були побудовані перші церкви, що збереглися до наших днів. 1931 року в місті розгорнулася битва між послідовниками фундаменталістського євангеліста Джо Джефферса та послідовниками пастора Першої баптистської церкви Джонсборо преподобного Доу Херда; було скоєно напад, у тому числі, на мера міста та начальника поліції — у зв'язку з цим в Джонсборо запрацював підрозділ арканзаської національної гвардії. Станом на 2012 рік у місті працюють понад 75 церков, через що у Джонсборо є прізвисько «Місто церков».
1998 року в одній зі шкіл міста були вбиті 4 дитини та їх вчителька, поранено 10 людей — злочин скоїли два хлопчика 11 і 13 років.

## Транспорт
Неподалік від міста розташовано аеропорт Jonesboro Municipal Airport.
Через місто проходять такі великі автомагістралі:
- U.S. Route 49
- U.S. Route 63
- Arkansas Highway 1
- Arkansas Highway 18
- Arkansas Highway 91
- Arkansas Highway 141
- Arkansas Highway 226
- Arkansas Highway 351
- Arkansas Highway 463

## Пам'ятки
- арканзаський університет штату Arkansas State University — другий за розміром виш штату.
  - Стадіон Арканзаського університету ASU Stadium
- Торговий центр Тартл-Крік[en]
- Покинутий торговий центр Індіан-Молл[en]

## Відомі люди
- Біллі Лі Райлі (1933—2009) — американський рокабіллі-музикант, співак і автор звукозапису.

## Галерея

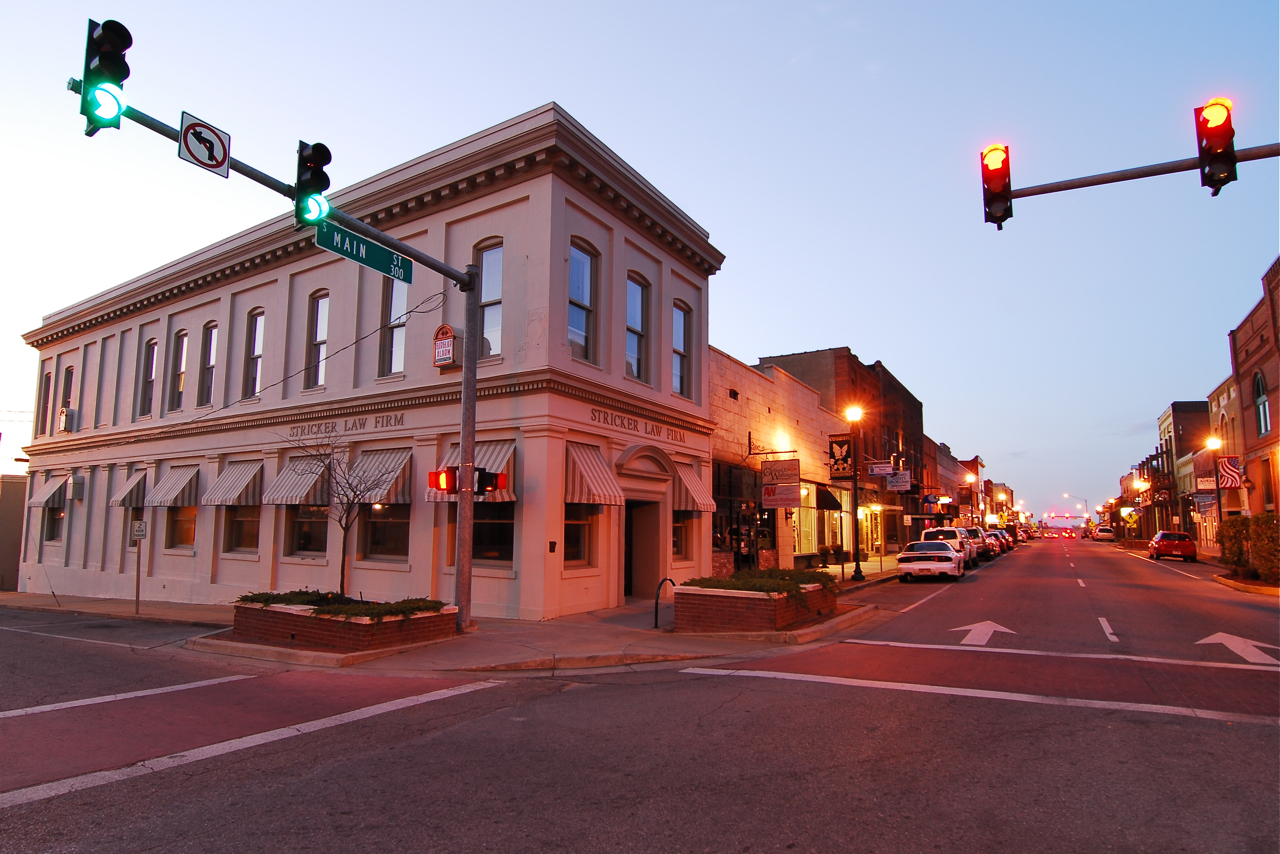
Ділова частина міста
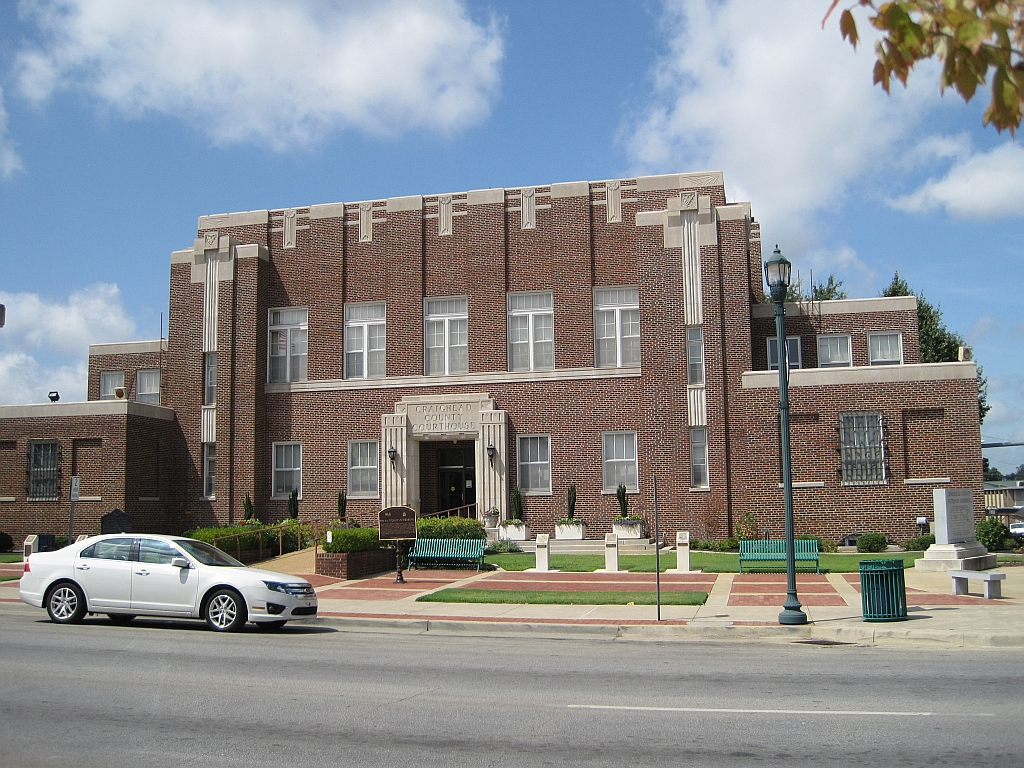
Будівля суду
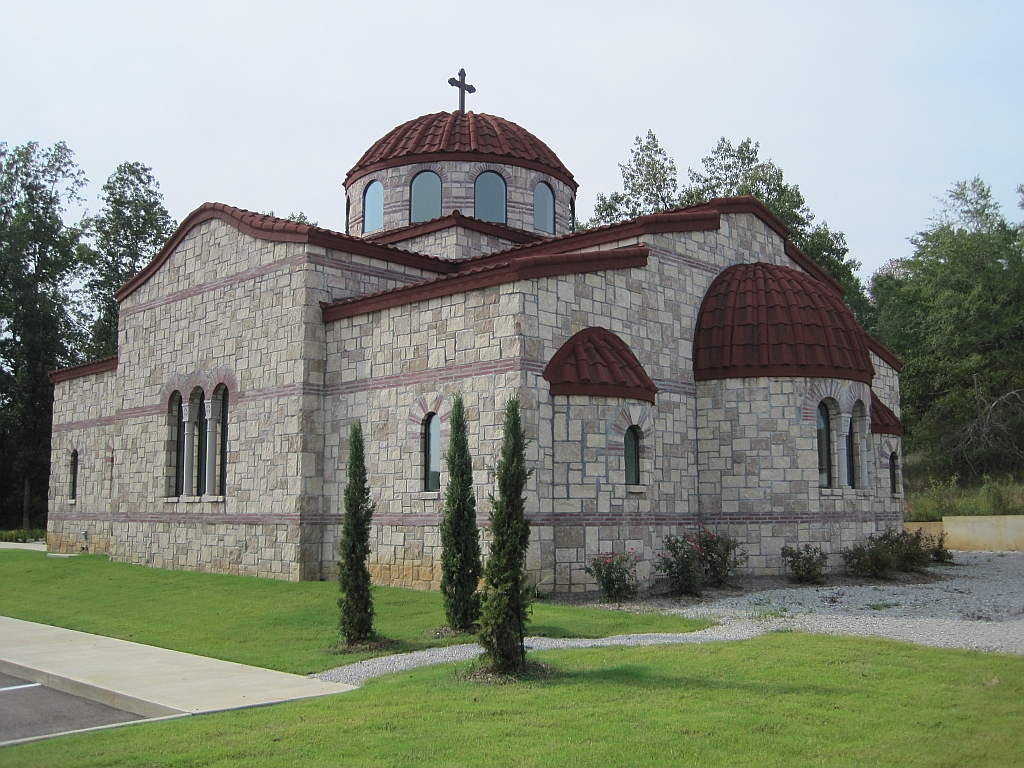
Церква св. Матвія
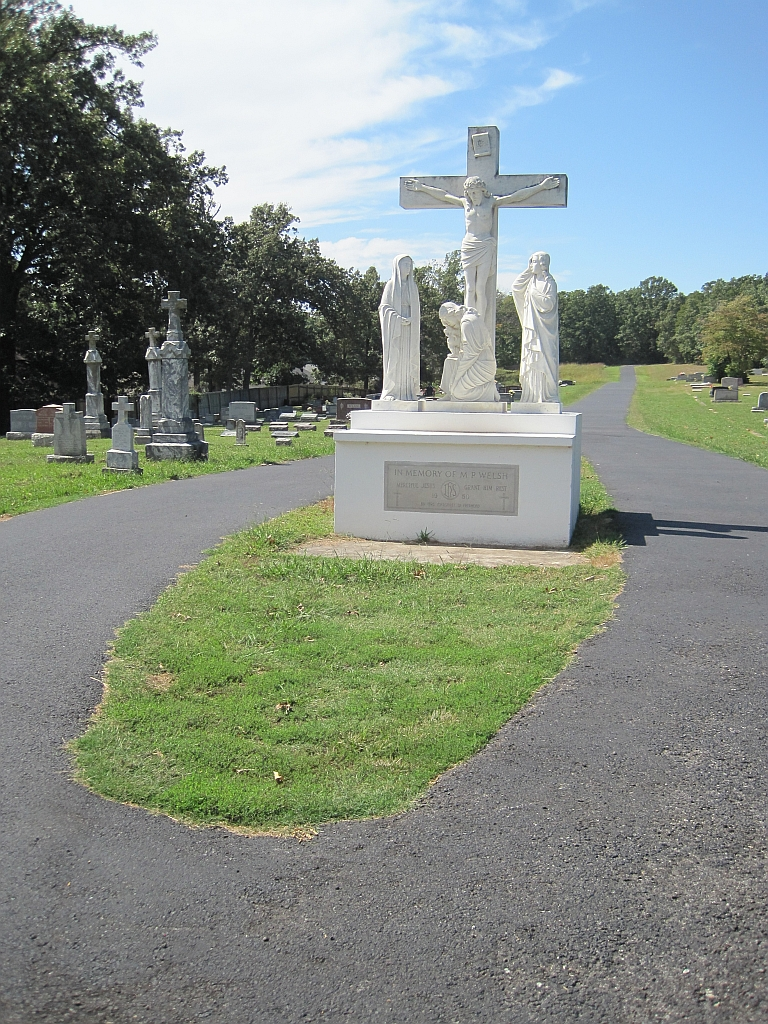
Святий Хрест на кладовищі
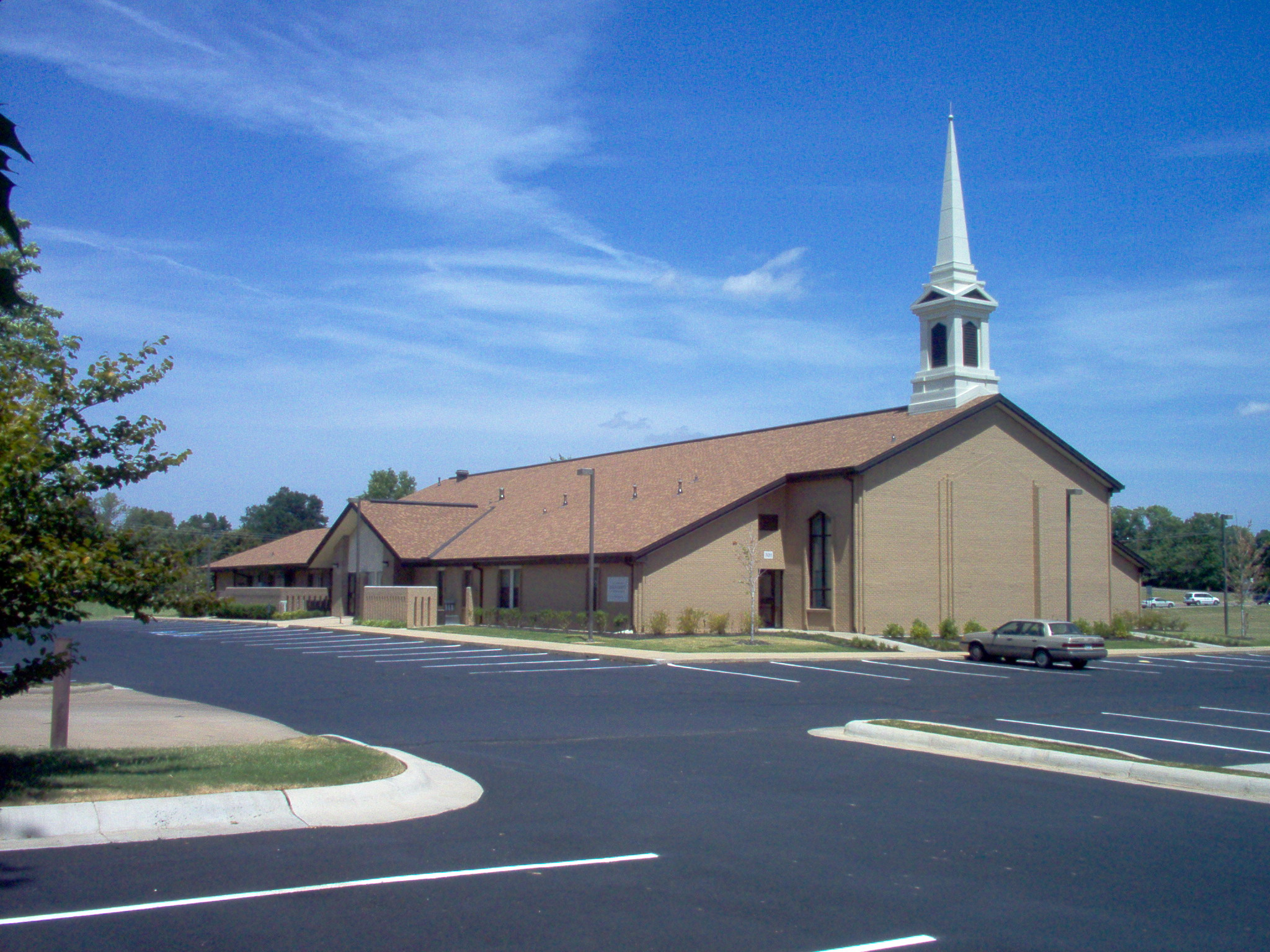
Церковна капела
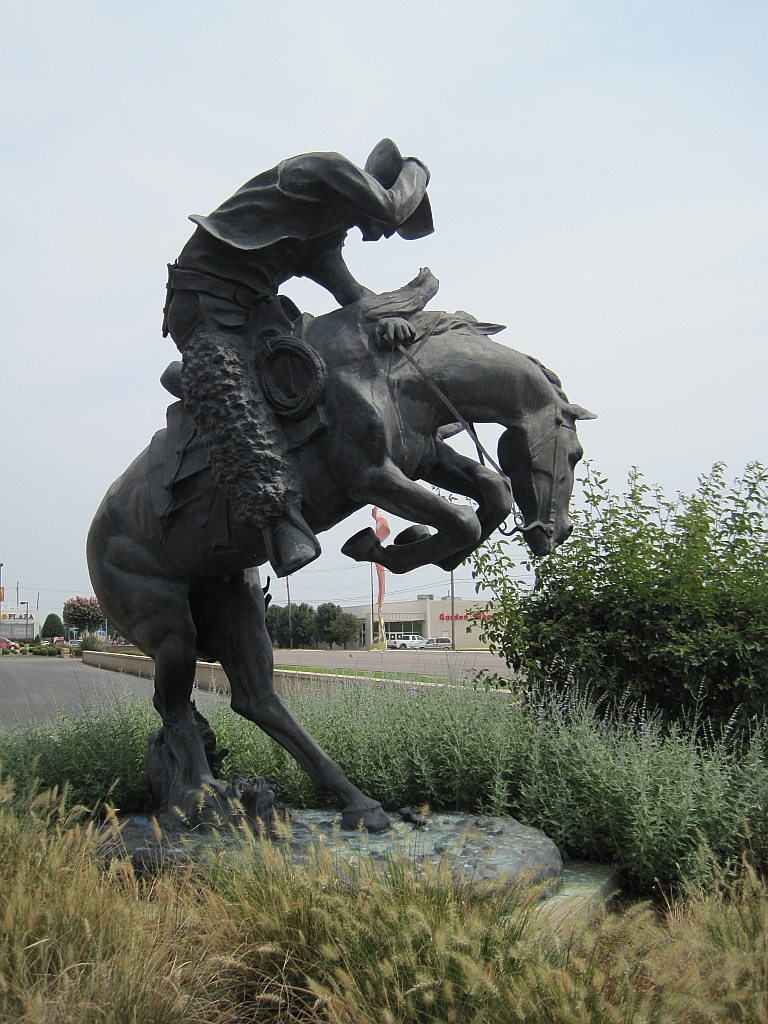
Скульптура ковбоя
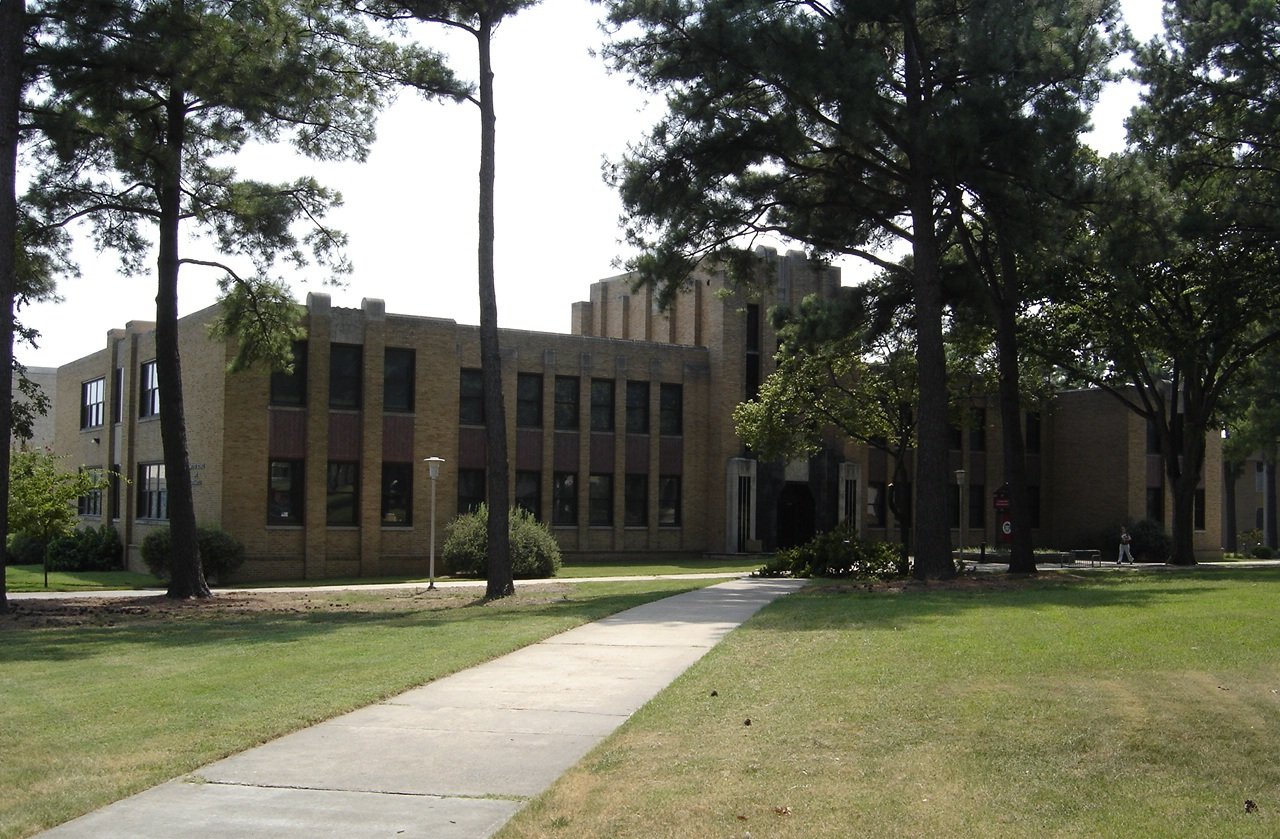
Арканзаський університет — факультет математики та комп'ютерних наук